# Les Années twist

Les Années twist est un spectacle musical conçu et mis en scène par Roger Louret, créé en 1993 à Agen puis repris au Palais des Sports de Paris et aux Folies Bergère.
Il retrace la vie dans les années 1960, de l'apparition de la vague yéyé au phénomène hippie, au travers de plus de 200 extraits de chansons interprétés par une vingtaine de comédiens-chanteurs.
Il a été récompensé du Molière du spectacle musical en 1995.
À partir du 1er février 2024, une nouvelle version du spectacle (mise en scène : Lucy Harrison et chorégraphies : Olivier Bénard) voit le jour au Théâtre de la Tour Eiffel produit par Rémi Caccia et Christelle Chollet, avec une nouvelle troupe de comédiens chanteurs et danseurs.

## Fiche technique
- Mise en scène : Roger Louret assisté de Nicolas Briançon et Muriel Genêt
- Arrangements vocaux : Barbara Scaff
- Direction musicale : Olivier Lennes
- Décors : Face & Cie
- Costumes : Dominique Borg assistée d'Évelyne Corréard
- Coiffures : Mario Messere pour Franck Provost
- Lumières : Christian Bréan, réalisées par Marc Guillot, Christophe Rollais, Silvio Rodrigues
- Son : conçu par Philippe Parmentier, réalisé par André Chevalier, Laurent Dumont et Christophe Le Jehan

## Distribution
- Philippe Candelon, Grégori Baquet  (en alternance) : Chouchou
- Barbara Scaff puis Lisbet Guldbaek : Yéyé
- Nicolas Briançon, Laurent Biras, Fabrice de La Villehervé (en alternance) : le croulant
- Isabelle Ferron : la croulante
- Lucy Harrison, Alexandra Gonin, Louise Duby, Alice Papierski, Christelle Chollet, Marie Vinoy, Marie Piton, Dominique Magloire, Anne Warin, Caroline Neyrinck, Sylvie Roche, Isabelle N’Gombo, Dominique Martinelli, Nadine Coutant : les copines
- Pablo Villafranca, Olivier Bénard, Hervé Domingue, Thomas Boissy, Esteban Arias, Dominique Letourneau, Fabrice de la Villehervé, Cédric Brenner, Francis Kerros, Vartoch', Édouard Thiébaud, Ilan, Christophe Casatejada, Jean-Paul Delvor : les copains
- Musiciens : Olivier Lennes (claviers), Bernard Rouyre (guitare et claviers), Marc Vullo et Frédéric Mathet (basse), Didier Roullin et François Réau (batterie)
- NOUVELLE VERSION 2024 :
- Olivier Bénard, Thomas Boissy, Pierre-Alain Leleu (en alternance) : Père
- Armonie Coiffard, Magali Bonfils : Mère
- Martin Heuzard : Philippe
- Lou Nagy : Barbara
- Victor Villafranca, Théophile Baquet (en alternance) : Pablo
- Marine Rouvrais : Lucy
- Pierre-Arthur Lemoine : Olivier
- Alexia Piovano : Alexandra
- Quentin Aubert: Alternant 3 copains (Philippe, Pablo et Olivier)
- Musiciens : Gabriel Sarrou Vergnac (Directeur Musical + Clavier), Maxence Naudet, Rodrigo Viana, Edouard Dornier (Alternance à la guitare), Franck Bessard(Batterie), Matthieu D. Valerio (Alternant Clavier).

## Tableaux
Note : entre parenthèses, les interprètes de la chanson, sauf exception.
- L'école :

Souvenirs Souvenirs (Johnny Hallyday) - Bisque Bisque rage (Dalida) - Kili Watch (Johnny Hallyday) - Sacré Charlemagne (France Gall) - Petit Gonzales (Johnny Hallyday/Dalida) - Avec une poignée de terre (Johnny Hallyday) - La Leçon de twist (Johnny Hallyday / Les Chaussettes noires / Dalida / Richard Anthony) – Locomotion (Sylvie Vartan) - Elle est terrible (Johnny Hallyday) - Jolie petite Sheila (Sheila) - L'école est finie (Sheila) - Les Jolies Colonies de vacances (Pierre Perret) - Nouvelle Vague (Richard Anthony) - Rock Around the Clock (Bill Haley) - 24000 Baisers (Johnny Hallyday) - Toi toi toi
- La première surprise-partie :

Tous les garçons et les filles (Françoise Hardy) – Je ne bois que du lait – Elle est terrible (Johnny Hallyday) - Un clair de lune à Maubeuge (Bourvil) - Les Parents twist (Stella Vander) - Si j’étais garçon (France Gall) - Écoute ce disque (Sheila) – Rossignol (Georges Guétary) - Tout sauf une rose (Le Petit Prince) - Scoubidou (Sacha Distel) - Oh ! quelle famille (France Gall) - Nous on est dans le vent (Michel Paje) - Le matin, je me lève en chantant - Papa, t’es plus dans le coup (Sheila) - À toi de choisir (Richard Anthony) - D’accord, d’accord (Danyel Gérard) – Salut les copains - Vous les copains, je ne vous oublierai jamais (Sheila) - Première surprise partie (Sheila) – Si j’avais un marteau (Claude François / Les Surfs) – Marche tout droit (Claude François) – Belles ! Belles ! Belles ! (Claude François) – Maillot 38-37 (Frank Alamo) – Serre la main d’un fou (Johnny Hallyday) – Yaya twist (Johnny Hallyday) - D’accord, d’accord (Danyel Gérard) – Rythme le twist (Johnny Hallyday)
- Les vacances :

Dactylo rock (Les Chaussettes noires) - Il fait trop beau pour travailler (Les Parisiennes) - Le Temps des vacances – Chariot (Petula Clark) - Là-haut, tout là-haut – Viens sur la montagne (Marie Laforêt) - Les Vendanges de l'amour (Marie Laforêt) – Infidèle (Les Chaussettes noires) - Daniela (Les Chaussettes noires)
- Le voyage :

J'entends siffler le train (Richard Anthony) - Bip bip (Joe Dassin) - File, file, file (Frank Alamo) - Les Cheveux dans le vent - Attention accident (Les Gam's) - L'Homme à la moto (Édith Piaf) - Twist SNCF (Henri Salvador)
- Saint-Tropez :

Debout les gars (Hugues Aufray) – Santiano (Hugues Aufray) - Les Copains d'abord (Georges Brassens) - Le Ciel, le Soleil et la Mer (François Deguelt) - Pour moi la vie va commencer (Johnny Hallyday) - Bleu blanc blond (Marcel Amont) – Méditerranée (Tino Rossi) - La Camargue (Christophe) - Les Colimaçons (Petula Clark) - Laisse-moi tenir ta main (Claude François) - L'Appareil à soupirs (Brigitte Bardot) - Itsy bitsy petit bikini (Dalida / Johnny Hallyday) - I Want to Hold Your Hand (The Beatles) - Je suis d'accord (Françoise Hardy) - La Madrague (Brigitte Bardot) – Mirza (Nino Ferrer) - Le Tourbillon (Jeanne Moreau) - À présent tu peux t'en aller (Les Surfs / Richard Anthony) - T'en vas pas comm' ça (Nancy Holloway) - C'est pas sérieux (Les Chats sauvages) - Dans mes bras oublie ta peine (Michèle Torr) - Oh wow wow wee (Les Gam's) - My Boy Lollypop (Les Gam's) - Les Dix Petits Indiens (Lucky Blondo) - Il a le truc (Les Gam's) - La Grande Zoa (Régine) - Twist à Saint-Tropez (Les Chats sauvages)
- Le bal :

Les Élucubrations d'Antoine (Antoine) - Ma vie (Alain Barrière) - La plus belle pour aller danser (Sylvie Vartan) - Tombe la neige (Adamo) - Ça fait mal (Johnny Hallyday) - Je l'aime (Johnny Hallyday) - Samedi soir (Johnny Hallyday) - Da dou ron ron (Frank Alamo) - Papa, achète moi un mari (Dalida) - J'irai twister le blues (Richard Anthony) - L'argent ne fait pas le bonheur (Les Parisiennes) - Vous permettez, monsieur (Adamo) - Excuse-moi partenaire (Johnny Hallyday) - Les Bras en croix (Johnny Hallyday) - De quoi sont faits les garçons (Les Gam's) - La Bagarre (Johnny Hallyday) – Apache (The Shadows) - Un homme et une femme (Nicole Croisille) - Les Mauvais Garçons (Johnny Hallyday) – Tonight (West Side Story) - Mrs. Robinson (Simon and Garfunkel) - Est-ce que tu le sais ? (Les Chats sauvages) - Mashed potatoes (Johnny Hallyday) - Quand tu es là (Sylvie Vartan) - Jusqu'à minuit (Johnny Hallyday) - I Want To Be Loved By You (Marilyn Monroe) - Cœur blessé (Petula Clark]) - My Heart Belongs to Daddy (Marilyn Monroe) - I'm Sorry - Sirtaki – Dirladada (Dalida) - Elephant Twist (Dalida) - Le Folklore américain (Sheila) - Retiens la nuit (Johnny Hallyday) - Rush Gold - Je t'appartiens (Gilbert Bécaud) - Comme l'été dernier (Johnny Hallyday) - Madison Twist (Johnny Hallyday) - Viens danser le hully gully (Sheila) – Letkiss – Kazatchock (Rika Zaraï) - Pata pata (Miriam Makeba) - Loop de Loop - La Bamba (Los Lobos) - Come on Everybody (Eddie Cochran) – America (West Side Story) - Biche oh ! ma biche (Frank Alamo)
- Départ pour l'armée :

Chaque instant de chaque jour (Sheila / Dalida) - Sur ton visage une larme (Lucky Blondo) - Unchained Melody (The Righteous Brothers) - Love me, please love me (Michel Polnareff) - Tous les copains (Sylvie Vartan) - Et nous aussi mon frère – Dis, quand reviendras-tu (Barbara)
- Algérie :

Les Filles de mon pays (Enrico Macias) - Mon cœur d'attache (Enrico Macias) - Le téléfon (Nino Ferrer) - Tu t'laisses aller (Charles Aznavour) - La Partie de football (Dalida) - Le Nabout (Claude François) - Ali Baba twist (Claude François) - Fais-moi du couscous (Bob Azzam) - Chérie, je t'aime (Bob Azzam) - Viva la pappa (Dalida) - Quand reviens la nuit (Johnny Hallyday) – Fanny (Hugues Auffray) - Ticket de quai (Annie Philippe) - Quand un bateau passe (Claude François) - Non, rien de rien (Édith Piaf) - When a Man Loves a Woman (Percy Sledge) - Il est mort le soleil (Nicoletta)
- Sur le port :

Dans le temps (Petula Clark) - La Maison sur le port (Amália Rodrigues) - Dock of the Day (Otis Redding) – Amsterdam (Jacques Brel) - O Happy Day (The Edwin Hawkins Singers) -  Je voudrais être noir (Nino Ferrer) - What a Wonderful World (Louis Armstrong) - L'Homme blanc dans l'église noire (Ginette Reno) - Amazing Grace
- Le pénitencier :

Toujours un coin qui me rappelle (Eddy Mitchell) - Sacré Dollar (Les Missiles / Johnny Hallyday) - J'ai joué, j'ai perdu (Claude François) - J'suis fauché (Eddy Mitchell) - Au voleur (Charles Aznavour) - L'Orange (Gilbert Bécaud) - Sing Sing Song (Claude Nougaro) - États d'âme (Jean Ferrat) - Trois dernières minutes (Pascal Danel) - Le Condamné à mort (Hélène Martin) - Mon Dieu (Édith Piaf) - Le Pénitencier (Johnny Hallyday)
- Le mariage :

Cent mille chansons (Frida Boccara) - Le Diable me pardonne (Johnny Hallyday) - Demain tu te maries (arrête, arrête, ne me touche pas) (Patricia Carli) – Dominique (sœur Sourire) - Qu'elle est belle (Mireille Mathieu) - Mon truc en plumes (Zizi Jeanmaire) - L'Amour avec toi (Michel Polnareff)
- Espagne :

Spanish Harlem (Aretha Franklin) - Nuits d'Espagne (Dalida) – Pepito (Bourvil) - Que calor la vida (Marie Laforêt) – Capri (Hervé Vilard) - La Plage aux romantiques (Pascal Danel) - Mon beau chapeau (Sacha Distel) – Monia (Peter Holm) - Déshabillez-moi (Juliette Gréco) - Un mexicain (Marcel Amont) - Sag warum (Camillo Felgen) - El matador – Angelita - Dos cruces (Michaël Holme) - Non, monsieur (Los Machucambos) - La passionata (Guy Marchand)
- Mai 68 :

A Whiter Shade of Pale (Procol Harum) - It's All Over - Rain and Tears (Aphrodite's Child) - La Génération perdue (Johnny Hallyday) - Et moi et moi et moi (Jacques Dutronc) - Mini mini mini (Jacques Dutronc) - Noir, c'est noir (Johnny Hallyday) - Dès que le printemps revient (Hugues Auffray) - Mai mai mai (Claude Nougaro) - Le monde est gris, le monde est bleu (Eric Charden) – Je suis seul (Johnny Hallyday) - Les Loups (Serge Reggiani) – Aldonza (Jacques Brel) - Les Coups (Johnny Hallyday) - C'est bien fait pour toi (Les Gam's) - Paris en colère (Mireille Mathieu) - Inventaire 66 (Michel Delpech) - Messe pour un temps présent (Johnny Hallyday)
- La terre promise :

Bridge over Trouble Water (Simon and Garfunkel) - I want to Live – Massachusetts (Bee Gees) - Inch'allah (Adamo) - Il est cinq heures, Paris s'éveille (Jacques Dutronc) - Comme d'habitude (Claude François) - Que je t'aime (Johnny Hallyday) - 69 années érotique (Serge Gainsbourg) - Ma jeunesse fout le camp (Françoise Hardy) - Mes universités (Philippe Clay) - Il y a deux filles en moi (Sylvie Vartan) – Think (Aretha Franklin) - San Francisco (Johnny Hallyday) - Tourne tourne (Sylvie Vartan) – Haschich - Lucy in the Sky (The Beatles) – Jesus - California Dreaming (The Mamas and the Papas) - Dedicated to the One I Love (The Mamas and the Papas) - Monday Monday (The Mamas and the Papas) - La Terre promise (Johnny Hallyday) – Toulouse (Claude Nougaro) - Balade en novembre (Anne Vanderlove) - Paulette  (Les Charlots)
- Final :

Aquarius (Hair) - Il pleut bergère – Satisfaction (The Rolling Stones) - Let the Sun Shine (Hair) - Hymne à la joie (Beethoven) - Laut verkünde (Mozart) - Ain't got no (Hair) - Souvenirs Souvenirs (Johnny Hallyday)

## Discographie
Un enregistrement au format CD a été publié qui reprend le découpage et l’ordre des morceaux et chansons du spectacle.

## Distinctions
Molières 1995 :  Molière du spectacle musical